# 南禅寺豆腐
南禅寺豆腐（なんぜんじどうふ）は、京都府南禅寺発祥の山形県庄内地方でみられる豆腐。

## 概要
酒田市南禅寺屋の祖先がお伊勢参りの途中で病気になり、路銀を使い果たしたため、京都の南禅寺で住み込みで働いた。そこで丸く軟らかい豆腐に出合い、その作り方を学んだ後、庄内で「南禅寺豆腐」として売り始めたといわれている。現在、京都では、南禅寺豆腐屋服部が唯一、南禅寺から商標「南禅寺どうふ」の使用許可を得た店となっている。
豆乳ににがりを加えてできた寄せ豆腐を直径10センチほどの型に入れ、重しを載せて固め、すぐに水で冷やして完成させる。
おわんのような半球形の形状と、大豆の甘い風味と軟らかく口当たりが良い食感が特徴で、暑い季節に欠かせない風物詩として親しまれている。